# Избори за народне посланике Краљевине СХС 1923.
Избори за народне посланике Краљевине СХС 1923. су одржани 18. марта 1923.

## Избори
Хомогеност радикалско-демократске владе нарушили су преговори Љубомира Давидовића и Хрватског блока. Пашић је поднео оставку на место председника владе децембра 1922. године. Прибићевићева група у Демократској странци означила је преговоре личном иницијативом Љубомира Давидовића. Расплет кризе донео је краљ: он је децембра исте године формирао нову владу на челу са Пашићем, искључиво састављену од радикала, распустио Скупштину и заказао нове изборе за 18. март 1923. године. Средишње место у предизборној кампањи заузело је питање државног уређења. Радикали су бранили постојећи поредак. Демократе су изашле на изборе формално јединствени, али фактички подељени на две фракције. ХРСС је доминирала политичким животом Хрватске и представљала је интересе хрватског народа. На изборима се нашло 33 странака. Радикали су однели највише гласова и укупно 108 од 312 посланичких места. На другом месту била је ХРСС која је освојила 70 посланичких места. Демократе су добиле 51 мандат. Успеху ХРСС допринео је сукоб радикала и демократа које су отимале гласове једни од других, док је ХРСС наступила јединствено, са јединственим националним програмом.

## Резултати
| Странка                                                | Странка                                                | Гласови   | %     | Посланици |
| ------------------------------------------------------ | ------------------------------------------------------ | --------- | ----- | --------- |
| Народна радикална странка                              | Народна радикална странка                              | 562,213   | 25.8% | 108       |
| Хрватска републиканска сељачка странка                 | Хрватска републиканска сељачка странка                 | 473,733   | 21.8% | 70        |
| Југословенска демократска странка                      | Југословенска демократска странка                      | 400,342   | 18.4% | 51        |
| Словеначка народна странка                             | Словеначка народна странка                             | 107,497   | 4.9%  | 21        |
| Југословенска муслиманска организација                 | Југословенска муслиманска организација                 | 112,228   | 5.2%  | 18        |
| Турско-арнаутски савез „Џемијет“                       | Турско-арнаутски савез „Џемијет“                       | 71,453    | 3.3%  | 14        |
| Савез земљорадника (Земљорадничка и кметијска странка) | Савез земљорадника (Земљорадничка и кметијска странка) | 164,602   | 7.6%  | 11        |
| Немачка странка Југославије                            | Немачка странка Југославије                            | 43,415    | 2.0%  | 8         |
| Хрватска пучка и Буњевачко-шокачка странка             | Хрватска пучка и Буњевачко-шокачка странка             | 12,793    | 0.6%  | 3         |
| Социјалистичка партија Југославије                     | Социјалистичка партија Југославије                     | 48,337    | 2.2%  | 2         |
| Југословенска заједница - Анте Трумбић                 | Југословенска заједница - Анте Трумбић                 | 23,427    | 1.1%  | 2         |
| Црногорска федералистичка странка                      | Црногорска федералистичка странка                      | 8.561     | 0.4%  | 2         |
| Српска странка                                         | Српска странка                                         | 15,236    | 0.7%  | 1         |
| Румунска партија                                       | Румунска партија                                       | 7,070     | 0.3%  | 1         |
| Независна радничка партија Југославије                 | Независна радничка партија Југославије                 | 24,321    | 1.1%  | 0         |
| Југословенска републиканска странка                    | Југословенска републиканска странка                    | 18,941    | 0.9%  | 0         |
| Српска народна радикална странка - Стојан Протић       | Српска народна радикална странка - Стојан Протић       | 13,742    | 0.6%  | 0         |
| Независна сељачка партија                              | Независна сељачка партија                              | 11,029    | 0.5%  | 0         |
| Старомађарони                                          | Старомађарони                                          | 8,561     | 0.4%  | 0         |
| Инвалидска и ратничка странка                          | Инвалидска и ратничка странка                          | 6,566     | 0.3%  | 0         |
| Хрватска пучка странка                                 | Хрватска пучка странка                                 | 6,088     | 0.3%  | 0         |
| Југословенска муслиманска народна организација         | Југословенска муслиманска народна организација         | 6.074     | 0.3%  | 0         |
| Народна социјалистичка странка                         | Народна социјалистичка странка                         | 4,064     | 0.2%  | 0         |
| Остали:                                                | Остали:                                                |           |       | 0         |
| Укупно                                                 | Укупно                                                 | 2,177,051 |       | 312       |